# Pays-Bas aux Jeux olympiques d'hiver de 2010
Cet article contient des informations sur la participation et les résultats des Pays-Bas aux Jeux olympiques d'hiver de 2010 à Vancouver au Canada. Les Pays-Bas étaient représentés par 34 sportifs.

## Cérémonies d'ouverture et de clôture

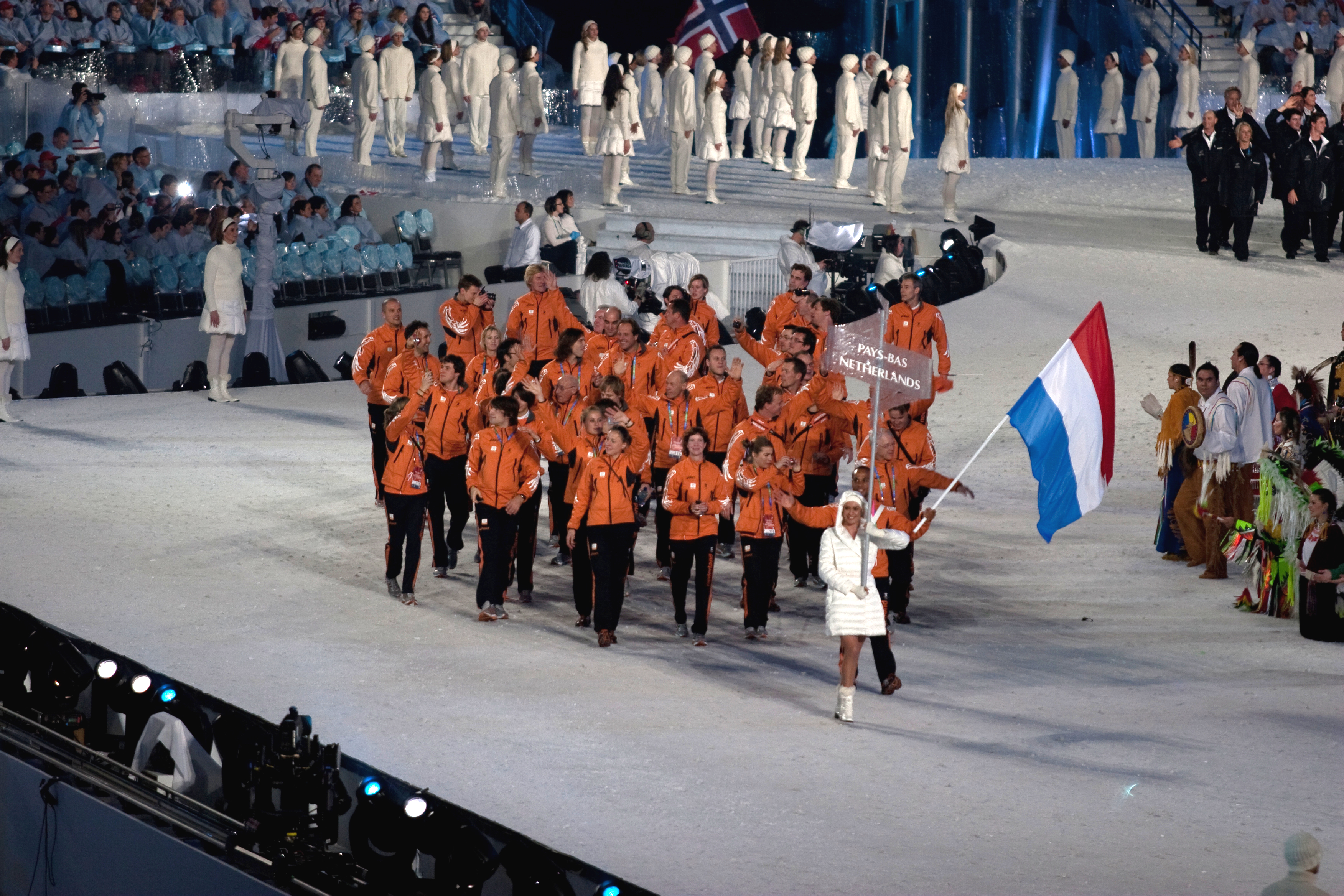
Entrée de la délégation néerlandaise lors de la cérémonie d'ouverture.

Comme cela est de coutume, la Grèce, berceau des Jeux olympiques, ouvre le défilé des nations, tandis que le Canada, en tant que pays organisateur, ferme la marche. Les autres pays défilent par ordre alphabétique. Les Pays-Bas sont la 58e des 82 délégations à entrer dans le BC Place Stadium de Vancouver au cours du défilé des nations durant la cérémonie d'ouverture, après le Népal et avant la Nouvelle-Zélande. Cette cérémonie est dédiée au lugeur géorgien Nodar Kumaritashvili, mort la veille après une sortie de piste durant un entraînement. Le porte-drapeau du pays est le bobeur Timothy Beck.
Lors de la cérémonie de clôture qui se déroule également au BC Place Stadium, les porte-drapeaux des différentes délégations entrent ensemble dans le stade olympique et forment un cercle autour du chaudron abritant la flamme olympique. Le drapeau néerlandais est alors porté par le patineur de vitesse Sven Kramer.

## Médailles
- Liste des vainqueurs d'une médaille (par ordre chronologique)

### Or
| Sport               | Discipline                    | Sportifs            | Performance        |
| Médailles d'or : 4  |                               |                     |                    |
| Patinage de vitesse | 5000 m hommes                 | Sven Kramer         | 6 min 14 s 60 (RO) |
| Patinage de vitesse | 1500 m hommes                 | Mark Tuitert        | 1 min 45 s 57      |
| Patinage de vitesse | 1500 m femmes                 | Ireen Wust          | 1 min 56 s 89      |
| Snowboard           | Slalom géant parallèle femmes | Nicolien Sauerbreij | 1re position       |

### Argent
| Sport                  | Discipline    | Sportifs          | Performance   |
| Médailles d'argent : 1 |               |                   |               |
| Patinage de vitesse    | 1000 m femmes | Annette Gerritsen | 1 min 16 s 58 |

### Bronze
| Sport                   | Discipline                   | Sportifs                                               | Performance        |
| Médailles de bronze : 3 |                              |                                                        |                    |
| Patinage de vitesse     | 1000 m femmes                | Laurine van Riessen                                    | 1 min 16 s 72      |
| Patinage de vitesse     | 10000 mètres hommes          | Bob de Jong                                            | 13 min 06 s 73     |
| Patinage de vitesse     | Poursuite par équipes hommes | Jan Blokhuijsen Sven Kramer Simon Kuipers Mark Tuitert | 3 min 39 s 95 (RO) |

## Engagés par sport

### Bobsleigh
Hommes
- Bob à 2
  - Edwin van Calker
  - Sybren Jansma

- Bob à 4
  - Edwin van Calker
  - Sybren Jansma
  - Arnold van Calker
  - Timothy Beck

Femmes
- Bob à 2
  - Esmé Kamphuis
  - Tine Veenstra

### Patinage de vitesse
Hommes
- Ronald Mulder 500 m
- Jan Smeekens 500 m
- Jan Bos 500 m, 1 000 m
- Simon Kuipers 500 m, 1 000 m, 1 500 m
- Stefan Groothuis 1 000 m, 1 500 m
- Mark Tuitert 1 000 m, 1 500 m
- Sven Kramer 1 500 m, 5 000 m , 10 000 m
- Jan Blokhuijsen 5 000 m
- Bob de Jong 5 000m, 10 000 m
- Arjen van der Kieft 10 000 m

Femmes
- Thijsje Oenema 500 m
- Margot Boer 500 m, 1 000 m, 1 500 m
- Annette Gerritsen 500 m, 1 000 m , 1 500 m
- Laurine van Riessen 500 m, 1 000 m , 1 500 m
- Ireen Wüst 1 000 m, 1 500 m , 3 000 m
- Renate Groenewold 3 000 m
- Diane Valkenburg 3 000 m
- Jorien Voorhuis 5 000 m
- Elma de Vries 5 000 m

### Patinage de vitesse sur piste courte
Hommes
- Niels Kerstholt 500 m, 1 500 m
- Sjinkie Knegt 500 m, 1 000 m, 1 500 m

Femmes
- Annita van Doorn 500 m, 1 000 m
- Jorien ter Mors 500 m, 1 000 m
- Liesbeth Mau Asam 500 m, 1 000 m
- Sanne van Kerkhof épreuve par équipes
- Maaike Vos épreuve par équipes

### Snowboard
- Nicolien Sauerbreij slalom géant parallèle

- Dolf van der Wal half-pipe

## Diffusion des Jeux aux Pays-Bas
Les Néerlandais peuvent suivre les épreuves olympiques en regardant les chaînes Nederland 1 et Nederland 3 du groupe public Nederlandse Omroep Stichting  (NOS), ainsi que sur le câble et le satellite sur Eurosport. NOS, Eurosport et Eurovision permettent d'assurer la couverture médiatique néerlandaise sur Internet.